# Bomolocha germanalis
Bomolocha germanalis là một loài bướm đêm trong họ Noctuidae.